# Бурая, Ирина Игоревна
Ири́на Серге́евна Деренчу́к (урожд. Бу́рая; бел. Ірына Ігараўна Дзеранчук (Бурая); род. 16 апреля 1958 года) — советская пловчиха с аквалангом.

## Карьера
Тренер — В. Попов[кто?].
- 1975 — шестикратная чемпионка Европы (г. Виттель, Франция),
- девятикратная чемпионка СССР. Установила 8 мировых рекордов.
- 1975 — Мастер спорта международного класса.
- 1976 — Четырёхкратная чемпионка мира (Ганновер, Германия) в подводном плавании с аквалангом на дистанциях 100 и 400 м, в нырянии — 50;
- 1979 — Окончила Белорусский институт физической культуры.

С 1979 года — тренер-преподаватель Минской специализированной детско-юношеской спортивно-технической школы по водным видам спорта ДОСААФ, председатель тренерского совета школы. Среди её воспитанников А. Алешкевич, Е. Ашейчик, И. Михалкович.